# Liste de couvents et monastères chrétiens au Liban

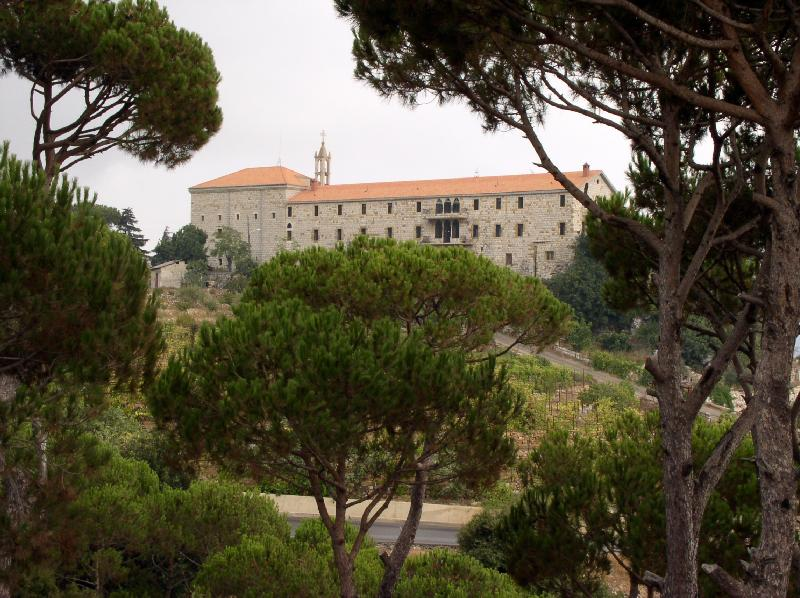
Vue du monastère Mar Moussa.

Ceci est une liste non exhaustive des couvents et monastères chrétiens situés au Liban.

## Maronites

### Ordre antonin maronite
Pour une brève présentation de chacun des monastères, se reporter au site officiel de l'Ordre Antonin Maronite
- 1700 Monastère Saint-Isaïe - Mar Chaya
- 1716 Monastère Saint-Abda-Mechammar - Zekrit
- 1723 Monastère Saint-Élie – Antélias
- 1748 Monastère Saint-Jean - El Kalaa - Beit Méry
- 1749 Monastère Saint-Élie - Kornayel
- 1756 Monastère Saint-Siméon-le-Stylite - Aïn El Kabou
- 1760 Monastère Saints-Pierre-et-Paul -  Kattine
- 1764 Monastère Saint-Antoine – Baabda
- 1768 Monastère Saint-Roch - Beyrouth
- 1773 Monastère Saint-Joseph - Zahlé
- 1774 Monastère Saint-Antoine-de-Padoue - Jezzine
- 1775 Monastère Saint-Élie - Kabb Elias
- 1792 Monastère Saint-Edna - Nammoura
- 1827 Monastère Saint-Nohra - Kornet El Hamra
- 1828 Monastère Notre-Dame-du-Secours - Chemlan
- 1839 Monastère Saints-Serge-et-Bacchus, Ehden et Zgharta
- 1848 Monastère Saint-Roch – Haouche Hala
- 1850 Monastère N.-D.-de-la-Délivrance - El Mina (Tripoli)
- 1851 Monastère Saint-Élie - El-Kneissi
- 1851 Monastère Saint-Joseph - Bherssaf
- 1864 Monastère Saint-Nohra - El Kanzouh
- 1897 Monastère Saint-Jean - Ajaltoun
- 1990 Monastère de la Transfiguration-du-Seigneur (Deir el Rab) - Marjayoun

### Ordre libanais maronite
Pour des informations plus détaillées sur les différents monastères, se reporter au site officiel de l'Ordre Libanais Maronite.
- 1706 	Monastère Saint-Jean-Baptiste - Richmaya
- 1707 	Monastère Saint-Antoine-le-Grand - Sir
- 1708 	Monastère Saint-Antoine-le-Grand - Qozhaya
- 1727 	Monastère Notre-Dame de Tamich - Beit-ach-Chaar Religieuse libanaise.

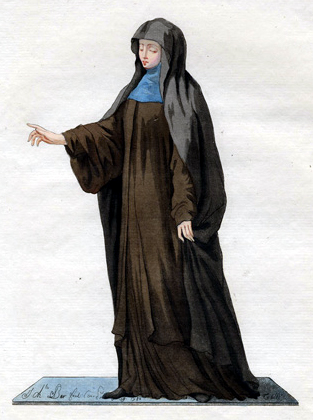
Religieuse libanaise.

- 1736 	Monastère Notre-Dame de Machmouché - Machmouché
- 1746 	Monastère Saint-Joseph-al-Bourj - Dbayé
- 1749 	Monastère Saint-Antoine-le-Grand - Houb
- 1751 	Ontoch Saint-Arthème - Ajaltoun
- 1756 	Monastère Saint-Michel - Bhersaf
- 1756 	Monastère Saint-Michel - Bnabil
- 1757 	Monastère Saint-Georges - Nahmé
- 1757 	Monastère Saint-Moïse-l’Éthiopien - ad-Douar
- 1757 	Monastère Saint-Maron - Bir-Snein
- 1766 	Monastère Saint-Élie - Kahlouniyé
- 1766 	Monastère Notre-Dame de Mayfouq - Mayfouq
- 1766 	Monastère Saints-Cyprien-et-Justine - Kfifane
- 1766 	Ontoch Saint Jean-Marc - Byblos
- 1770 	Monastère Notre-Dame-des-Secours - Byblos
- 1771 	Monastère Saint-Antoine-le-Grand - Zahlé
- 1771 	Ontoch Saint-Joseph - Baskinta
- 1773 	Monastère Saint-Abda - Maad
- 1785 	Monastère Saint-Antoine-de-Padoue - an-Nabeh Beit Chabab
- 1788 	Monastère Sainte-Thècle - Wadi Chahrour
- 1792 	Ontoch Sainte-Thècle - Mrouj
- 1798 	Ontoch Saint-Joseph - Mteyn
- 1806 	Monastère Saint-Joseph - Bane
- 1811 	Ontoch Saint-Georges - Maalaqa
- 1811 	Ontoch Saint-Georges - Ablah
- 1814 	Monastère Saint-Maron, tombeau de St. Charbel - Annaya
- 1815 	Monastère Saints-Serge-et-Bacchus - Qartaba
- 1836 	Couvent Notre-Dame-de-l'Annonciation - Zouk Mikael
- 1840 	Monastère Saint-Jacques - al-Hosn Douma
- 1845 	Monastère Saint-Roch - Mrah-al-Mir
- 1847 	Monastère Saint-Antoine-le-Grand - Hammana
- 1847 	Monastère Saint-Antoine-le-Grand - Jdaydé - Zgharta
- 1847 	Monastère Saint-Georges - Achach
- 1847 	Monastère Saint-Arthème - al-Qattara
- 1847 	Monastère Saint-Jean-Maron - Qobbayah
- 1851 	Monastère Saint-Georges - Deir Jannine
- 1851   Couvent des Sœurs de la Charité - Zouk Mikael
- 1853 	Ontoch Saint-Antoine-le-Grand - Ayn Zebdé
- 1854 	Monastère Saints-Pierre-et-Paul - al-Azra
- 1858 	Ontoch Notre-Dame-des-Secours - Baalbek
- 1860 	Ontoch Saint-Élie - Oudine
- 1863 	Monastère Saint-Sauveur - Bhannine
- 1865 	Ontoch Notre-Dame-de-la-Délivrance - Majdaloun
- 1870 	Monastère Notre-Dame-de-la-Délivrance - Bassa
- 1873 	Ontoch Saint-Antoine-le-Grand - Jdeydet-Bkassine
- 1876 	Monastère Notre-Dame-de-la-Délivrance - Bsarma
- 1879 	Monastère Notre-Dame-de-la-Victoire - Nesbeyh Ghosta
- 1889   Couvent Notre-Dame-du-Salut - Zouk Mikael
- 1891 	Monastère Saint-Antoine-le-Grand - Beyrouth
- 1895   Congrégation des Sœurs Maronites de la Sainte Famille[1] - Ebrine
- 1904 	Ontoch Saint-Antoine-le-Grand - Batha
- 1907 	Monastère Saint-Antoine-le-Grand - Nabatiyé
- 1925 	Monastère Notre-Dame-de-la-Citadelle - Mounjez
- 1929 	Monastère Saint-Sauveur - Bramiyé
- 1932 	Monastère Sainte-Thérèse-de-l’Enfant-Jésus - Tourzaya
- 1938 	Ontoch Saint-Jacques - Batroun
- 1947 	Monastère et Université Saint-Esprit de Kaslik - Kaslik
- 1949 	Monastère Saint-Antoine-le-Grand - Chekka
- 1949 	Monastère Saint-Charbel - Jiyé
- 1953 	Maison Saint-Charbel - Bqaakafra
- 1964 	Monastère Saint-Charbel - Harissa
- 1966 	Monastère et Collège du Sacré-Cœur - Jounieh
- 1981 	Monastère Saint-Antoine-de-Padoue - Khichbaou Ghazir
- 1983 	Monastère Notre-Dame-de-l’Annonciation - Rmaych
- 2008 	Monastère Notre-Dame-du-Rosaire - Deir Al-Ahmar

- Communauté monastique de Saint-Jacques (moniales) - Dédeh
- Communauté monastique de Saint-Georges (moines) - Dayr El Harf
- Couvent Sainte-Thérèse-de-l'Enfant-Jésus - Shaylé

### Vallée de Qadisha

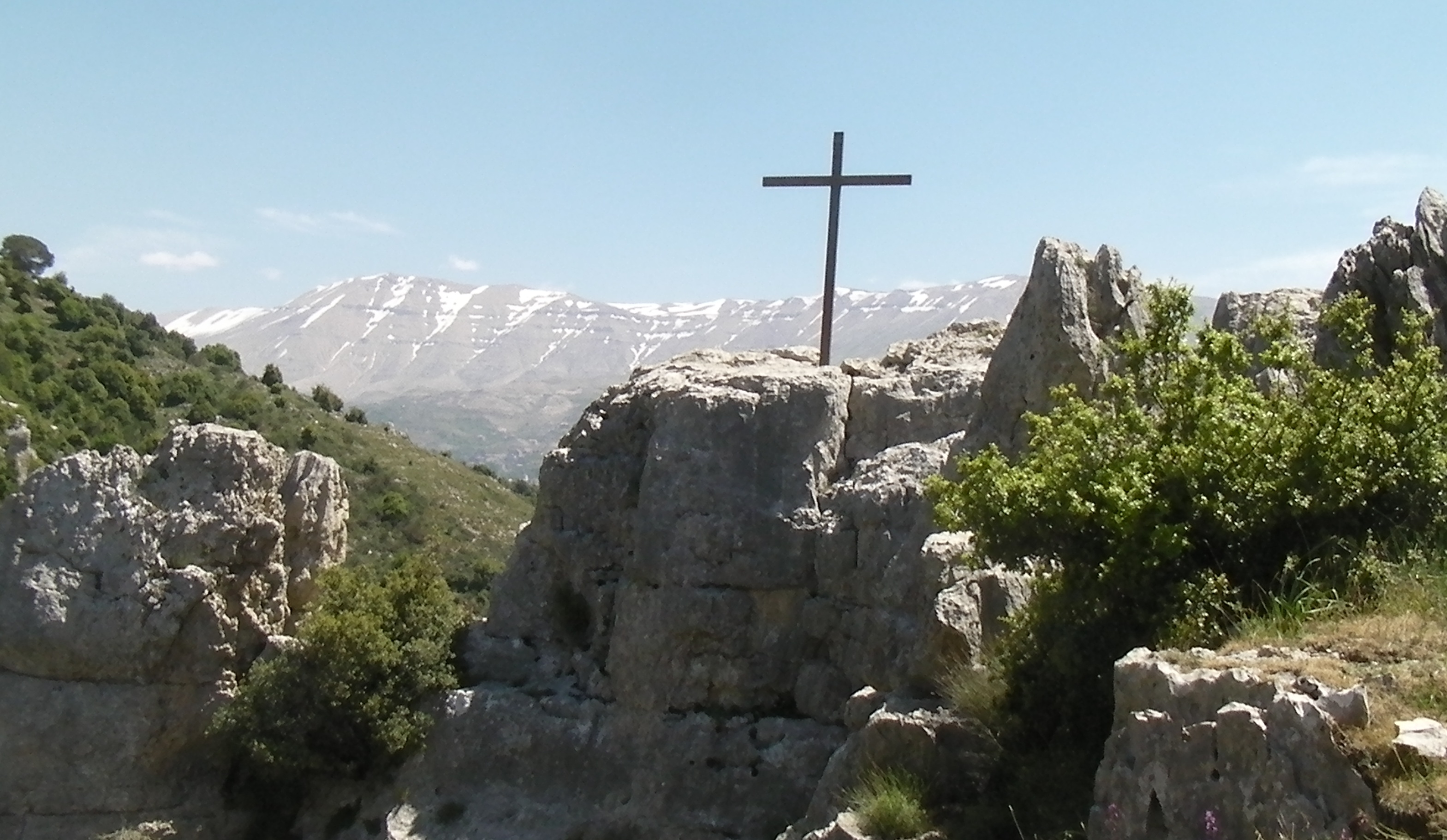
Croix surplombant la vallée de Qadisha.

cf. article Qadisha
- Monastère Notre-Dame de Qannoubine
- Monastère Mar Elisha (Saint-Élie)
- Monastère Saint-Antoine - Qozhaya

## Orthodoxes

### Archidiocèse de Beyrouth
- Couvent Sainte-Catherine, Zahrat El-Ihssan, Achrafieh
- Couvent de la Présentation de la Vierge, Achrafieh

### Archidiocèse du Mont-Liban
- Monastère de Saint Georges - Deir el Harf
- Monastère du Saint Archange Michaël - Baskinta
- Monastères de St. Jean-Baptiste et de St. Silouane l'Athonite site en arabe

### Archidiocèse du Nord-Liban
- Couvent de Saint-Jacques-le-Perse - Dedde ;
- Monastère de St. Dimitri - Kousba ;
- Monastère Notre-Dame de la Fervente Intercession - Bedebba El-Horsh ;
- Couvent Notre-Dame d'En-Natour - Enfeh ;
- Monastère du Saint-Prophète-Élie - Kefrkahel ;
- Monastère Notre-Dame de Bkefteen ;
- St. George Al-Qufr - Amioun ;
- Couvent Saint Jean-Baptiste - Douma ;
- Monastère Saint Jean-Baptiste - Douma ;
- Couvent Notre-Dame de Kaftoun ;
- Monastère Notre-Dame de Hamatoura ;
- Monastère orthodoxe Notre-Dame-de-Nourieh.

### Archidiocèse de l'Akkar
- Monastères Saints-Pierre-et-Paul - Bezbina ;
- Monastère du Prophète Élie - Jebrayel ;
- Monastère Saints-Serge-et-Bacchus - Bino ;
- Monastère Saint-Doumet - Rimah.

### Archidioèse de Tyr et Sidon

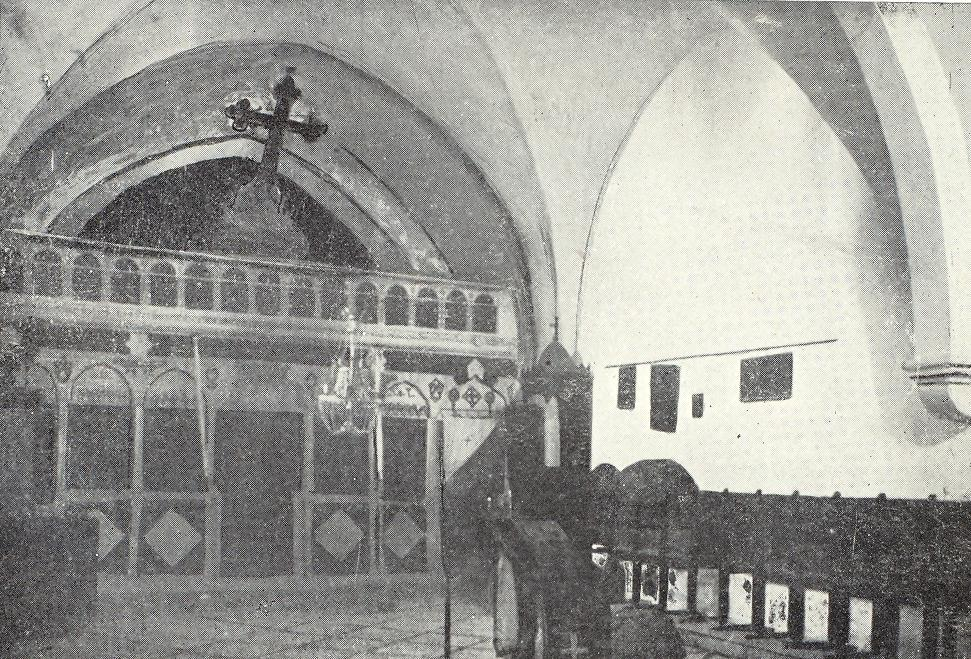
Salle du chapitre de Balamand (ancien nom Belmont), photographie de 1921.

- Monastère St. Mama

### Monastères patriarcaux
- Notre-Dame de Balamand - Nord-Liban (1157)
- Monastère Saint-Élie - Shoueir

## Syriaques orthodoxes
- Monastère Saint-Jaques-Baradée

## Grecs-catholiques melkites
- 1730   Couvent Notre-Dame de l'Annonciation - Zouk Mikael
- 1750   Couvent Saint-Michel - Zouk Mikael

### Ordre Basilien du Saint Sauveur (OBS)
- Couvent du Saint Sauveur, Joun
- Couvent Notre-Dame de la Dormition, Joun
- Couvent Saint-Georges, Kfarhouni (Jezzine)
- Couvent Saint-Michel, Ammiq Mnaçef (Chouf)
- Couvent Saint-Élie, Richmaya (Aley)
- Couvent Sainte-Thècle, Aïn Jawzé – Saghbine (Békaa-Ouest)
- 1711   Couvent du Saint Sauveur - Saïda

### Ordre Basilien Choueirite (OSBC)
- Monastère Saint-Jean-Baptiste de Choueir, maison-mère (hommes).
- Monastère Saint-Élie el Touaq de Zahlé.
- Monastère Saint-Antoine de Karkafé à Kafarchima.
- Monastère Saint-Basile de Beyrouth
- Monastère Notre-Dame des Louanges, grand séminaire, à Zouk Mikaïl
- 1730  Notre-Dame de l’Annonciation à Zouk Mikhaïl, fondé en 1737: maison-mère (femmes)
- 1740  Couvent Notre Dame de l'Assomption de Bkaatouta

## Ordres plus faiblement représentés

### Franciscaines
- 1950   Notre-Dame du puits - Bkennaya